# 骆建佑
骆建佑（英語：Loh Kean Yew、白話字：Lo̍h Kiàn-iú，1997年6月26日—），新加坡羽毛球男運動員。其胞兄骆建贤同為羽毛球運動員。他在2021年世界羽毛球锦标赛中获得世界冠军的头衔，这也是新加坡在世界羽联的首个世界冠军荣誉奖项。

## 早年
骆建佑于1997年6月26日出生于馬來西亞槟城，小時候就讀於槟城韩江小学。9岁时，父母把他和哥哥送到杨威羽球训练学院，跟隨骆木贤教练學習羽毛球；10岁时，則轉為向马国前羽球国手林天朝拜师学艺。他曾拿得馬來西亞12岁以下全国冠军。
2010年，骆建佑13岁时，到新加坡体育学校就读，参加新加坡国家青年队训练，师从当时的青年队总教练刘庆东。他在2015年2月获得新加坡公民权。

## 職業
2015年6月，骆建佑代表新加坡參加东南亚运动会羽毛球比赛。他在男單的首輪賽事就爆冷以2比1（21-16、15-21、21-17）力挫越南名将阮進明，其後又打敗柬埔寨球员詹马拉，晉級四强，最後奪得銅牌。
2016年10月，骆建佑入伍，无法投入系统训练；後來才获得所属单位批准训练，並在2017年7月舉行的馬來西亞羽毛球國際系列賽上，赢得三年来的首项冠军。
2019年1月，骆建佑出战泰國羽毛球大師賽，在整个比赛过程中连续斩获中国两名小将以及打入正赛，同样表现一鸣惊人再次将中国的周澤奇以及趙俊鵬给拿下，八强中大战三局以2比1（21-19、20-22、21-11）打败了赛会6号种子、中華台北的王子維以及激战三局以2比1（14-21、21-10、21-14）击败了赛会7号种子、法国名将的布里斯·利弗德斯挺进四强；决赛中，迎战赛会头号种子、中国的林丹，直落两局以2比0（21-19、21-18）横扫对手，赢得今年首个开门红，也是他个人首次赢得超级300赛男单冠军，被媒体将这次的比赛看成是五杀中國隊的最大黑马。

### 2021：成為世界冠軍
在法国公开赛首圈爆冷擊敗马来西亚一哥李梓嘉而晋级，但在次圈不敵印度的拉克什亚·森。
11月，在印尼羽球公開賽擊敗當時世界排名第一的日本球王桃田賢斗，最終在決賽中輸給安賽龍，獲得亞軍。
12月，駱建佑在2021年世界羽毛球锦标赛首輪對上奧運冠軍安賽龍，爆冷勝出。16強又力退16種子坎塔蓬·旺差倫、4強再退3號種子安德斯·安東森。最後决赛中直落兩局戰勝前世界排名第一、印度選手斯里坎特·基达姆比，創造歷史，為新加坡首奪世界冠軍，也成為东南亚繼印尼、泰國後，第三個奪得世界冠軍的國家。。

### 2022：英聯邦運動會和亞洲羽毛球團體賽銅牌
駱建佑在本賽季揭幕戰印度公開賽的決賽中以22-24、17-21的比分直落兩局敗給拉克什亚·森，遭遇開門黑。2月，他帶領新加坡男子隊在亞洲羽毛球團體錦標賽上贏得歷史性的銅牌，這是新加坡歷史上的第一面亞洲羽毛球團體錦標賽獎牌，同時也取得了5月份舉行的湯姆斯盃的參賽資格。接著，駱建佑在德國公開賽和全英羽毛球公開賽上都在首輪比賽中失利，分別以三局戰敗給楊燦和安德斯·安东森。後來他在英國期間的 COVID-19 檢測呈陽性，因此退出了瑞士公開賽、韓國公開賽和韓國大師賽，而後兩個賽事他選擇退出是因為由於 COVID-19 的關係，他在三月份沒有訓練的機會。在2022年亞洲羽毛球錦標賽上，作为第六種子选手的駱建佑在八強賽中被第四種子选手乔纳坦·克里斯蒂蒂淘汰出局，以21-23、20-22的比分输掉了比赛。在他第一次參加湯姆斯盃的比賽中，作為第一單打選手的駱建佑表現出色，以直落兩局擊敗印度尼西亞的安東尼·西尼蘇卡·金廷（21-13、21-14）、韓国的許侊熙（21-14、21-12）和泰國的科希特·佩尔帕达布（21-15、21-18），為新加坡在每個系列賽中贏得積分。然而，這將被證明是徒勞無功的，因為新加坡將在三個系列賽中全部落敗，從而錯失晉級淘汰賽的資格。
8月初，駱建佑以新加坡代表隊中的一員參加了英聯邦運動會的混合團體比賽。在小組賽中，駱建佑對戰毛里求斯的Julien Paul，在兩局比賽中以21-10、21-12的比分獲勝。駱建佑在對巴巴多斯的比賽中休息，然後在對英格蘭的比賽中擊敗托比·潘迪，以21-12、21-12的比分直落兩局獲勝，為新加坡對英格蘭的4-1勝利做出貢獻。新加坡以小組B的第一名晉級，獲得第四種子的位置。在季軍戰中，新加坡以3-0擊敗了蘇格蘭。駱建佑對陣Callum Smith，在兩局比賽中以21-8、21-5的比分直落兩局獲勝。新加坡在半決賽中對陣第二種子印度。在決勝局中，駱建佑輸給了拉克什亚·森，以18-21、15-21的比分敗北。新加坡總比分0-3輸給印度。在季軍爭奪戰中，新加坡對陣英格蘭。儘管4天前在小組賽中輕鬆擊敗了潘迪，但駱建佑對排名第54位的英格蘭選手表現不佳。最終，駱建佑在三局比賽中以23-25、21-11、25-23的比分贏得比賽，花費5個賽點為新加坡贏得了這一分數。新加坡最終以3-0的比分獲勝，贏得了混合團體銅牌。
翌周，駱建佑以男子單打比賽的1號種子身份參賽。他在四分之一決賽中輸給了馬來西亞的黃智勇，以21-15、14-21、11-21的三局比分敗下陣來。
10月，在丹麥公開賽丹麥羽球公開賽八強賽以直落二擊退主場的安賽龍安賽龍，終結世界排名第一的四十連勝。但在四強賽中不敵李梓嘉，最終無緣決賽。

### 2023：亞洲羽毛球錦標賽银牌
在马来西亚公开赛上，经过在第一轮和第二轮击败李诗沣和赵俊鹏后，駱建佑在八強赛中输给了第8号种子昆拉武特·威提讪，以11–21、22–20、14–21的比分在1小时20分钟内输掉了比赛。在接下來的一週印度公開賽上，駱建佑再次在八強出局，這次以12-21、17-21直落兩局輸給了昆拉武特·威提讪，比賽總時長39分鐘。這是駱建佑連續第五次輸給威提讪。
此後駱建佑多次於賽事前兩輪淘汰，直到在亞洲羽毛球錦標賽，駱建佑打進了自2021年東南亞運動會以來的第一场決賽。在決賽中，他以直落兩局的比分，以12-21、8-21在28分鐘內輸給了印尼的安東尼·西尼蘇卡·金廷。7月，在韓國羽毛球公開賽決賽，駱建佑以11-21 21-11 21-19输给安東森，無緣冠軍。

### 2024：西班牙羽毛球大師賽冠軍
2月，泰國羽毛球大師賽男單決賽，駱建佑以16-21、21-6、16-21不敵周天成，獲得亞軍。3月，駱建佑在西班牙馬德里羽毛球大師賽男子單打的決賽以21-11、15-21、22-20戰勝小托馬·波波夫，獲得冠軍。5月，駱建佑獲得2024年巴黎奧運會參賽資格。8月，駱建佑在巴黎奧運會男單16強賽，以2比0（23-21、21-15）擊敗李詩沣，後於八強以0比2（9-21、17-21）負于安賽龍，無緣半決賽。

### 2025：德国公开赛亚军、亚锦赛铜牌、台北公开赛冠军
3月，駱建佑在德國羽毛球公開賽決賽以19-21、18-21不敵安賽龍，獲得亞軍。同月，晉級全英賽八强，最終以18比21、16比21不敵頭號種子石宇奇，無緣四強。4月，在亞洲羽毛球錦標賽，駱建佑在男子單打複賽中，苦戰三局，以21比19、13比21、21比16，擊敗世界排名第一的中國好手石宇奇，晉級半決賽；在半決賽中，駱建佑以21比23、10比21，敗給泰國好手昆拉武特，獲得銅牌。5月，在台北羽毛球公開賽，駱建佑在男子單打決賽中，以21比14、15比21、22比20力挫東道主的頭號種子選手週天成，奪得今年以來的首個冠軍。

## 主要比賽成績
只列出曾進入準決賽的國際賽事成績：
| 年份   | 賽事                     | 公開賽級別 | 項目     | 成績   |
| ------ | ------------------------ | ---------- | -------- | ------ |
| 2014年 | 新加坡羽毛球國際系列賽   | 國際系列賽 | 男子單打 | 冠軍   |
| 2015年 | 東南亞運動會羽毛球比賽   | 其他       | 男子團體 | 銅牌   |
| 2015年 | 東南亞運動會羽毛球比賽   | 其他       | 男子單打 | 銅牌   |
| 2017年 | 馬來西亞羽毛球國際系列賽 | 國際系列賽 | 男子單打 | 冠軍   |
| 2017年 | 東南亞運動會羽毛球比賽   | 其他       | 男子團體 | 銅牌   |
| 2017年 | 新加坡羽毛球國際系列賽   | 國際系列賽 | 男子單打 | 冠軍   |
| 2018年 | 英聯邦運動會羽毛球比賽   | 其他       | 混合團體 | 第四名 |
| 2018年 | 蒙古國羽毛球國際賽       | 國際系列賽 | 男子單打 | 冠軍   |
| 2018年 | 南澳洲羽毛球國際賽       | 國際挑戰賽 | 男子單打 | 亞軍   |
| 2019年 | 泰國羽毛球大師賽         | 超級300賽  | 男子單打 | 冠軍   |
| 2019年 | 瑞典羽毛球公開賽         | 國際系列賽 | 男子單打 | 亞軍   |
| 2019年 | 俄羅斯羽毛球公開賽       | 超級100賽  | 男子單打 | 亞軍   |
| 2019年 | 海得拉巴羽毛球公开赛     | 超級100賽  | 男子單打 | 亞軍   |
| 2019年 | 東南亞運動會羽球比賽     | 其他       | 男子團體 | 銅牌   |
| 2019年 | 東南亞運動會羽球比賽     | 其他       | 男子單打 | 銀牌   |
| 2021年 | 荷蘭羽毛球公開賽         | 國際挑戰賽 | 男子單打 | 冠軍   |
| 2021年 | 海洛羽毛球公開賽         | 超級500賽  | 男子單打 | 冠軍   |
| 2021年 | 印尼羽毛球公開賽         | 超級1000賽 | 男子單打 | 亞軍   |
| 2021年 | 世界羽毛球錦標賽         | 其他       | 男子單打 | 冠軍   |
| 2022年 | 印度羽毛球公開賽         | 超級500賽  | 男子單打 | 亞軍   |
| 2022年 | 亞洲羽毛球團體錦標賽     | 其他       | 男子團體 | 季軍   |
| 2022年 | 東南亞運動會羽毛球比賽   | 其他       | 男子團體 | 銅牌   |
| 2022年 | 東南亞運動會羽毛球比賽   | 其他       | 男子單打 | 銀牌   |
| 2022年 | 印尼羽毛球大師賽         | 超級500賽  | 男子單打 | 準決賽 |
| 2022年 | 新加坡羽毛球公開賽       | 超級500賽  | 男子單打 | 準決賽 |
| 2022年 | 英聯邦運動會羽毛球比賽   | 其他       | 混合團體 | 銅牌   |
| 2022年 | 丹麥羽毛球公開賽         | 超級750賽  | 男子單打 | 準決賽 |
| 2023年 | 亞洲羽毛球錦標賽         | 其他       | 男子單打 | 亞軍   |
| 2023年 | 東南亞運動會羽毛球比賽   | 其他       | 男子團體 | 銅牌   |
| 2023年 | 韓國羽毛球公開賽         | 超級500賽  | 男子單打 | 亞軍   |
| 2023年 | 法國羽毛球公開賽         | 超級750賽  | 男子單打 | 準決賽 |
| 2024年 | 泰國羽毛球大師賽         | 超級300賽  | 男子單打 | 亞軍   |
| 2024年 | 西班牙馬德里羽毛球大師賽 | 超級300賽  | 男子單打 | 冠軍   |
| 2025年 | 德國羽毛球公開賽         | 超級300賽  | 男子單打 | 亞軍   |
| 2025年 | 亞洲羽毛球錦標賽         | 其他       | 男子單打 | 季軍   |
| 2025年 | 台北羽毛球公開賽         | 超級300賽  | 男子單打 | 冠軍   |
| 2025年 | 泰國羽毛球公開賽         | 超級500賽  | 男子單打 | 準決賽 |

| 2007-2017年 | 首要超級賽 | 超級賽 | 黃金大獎賽 | 大獎賽 | 國際挑戰賽 | 國際系列賽 | 未來系列賽 | 其他 |

| 2018-2026年 | 總決賽 | 超級1000賽 | 超級750賽 | 超級500賽 | 超級300賽 | 超級100賽 | 國際挑戰賽 | 國際系列賽 | 未來系列賽 | 其他 |

### 世界冠軍頭銜
駱建佑在羽毛球生涯中共奪得1項羽毛球世界冠軍頭銜。
| 賽事             | 奪冠次數 | 年份               |
| ---------------- | -------- | ------------------ |
| 世界羽毛球錦標賽 | 1        | 2021年（男子單打） |
| 總計             | 1        |                    |

### 奧運會和世錦賽參賽紀錄
|          | 2019 | 2020       | 2021 | 2022 | 2023 | 2024 |
| -------- | ---- | ---------- | ---- | ---- | ---- | ---- |
| 男子單打 | 16強 | 小組第二名 | 冠軍 | 8強  | 16強 | 8強  |

## 主要對賽紀錄
駱建佑與主要對手的對賽成績如下（截至2024年8月2日）：
| 對手                  | 對賽次數 | 對賽結果 | 對賽結果 | 總計 |
| 對手                  | 對賽次數 | 勝       | 負       | 總計 |
| --------------------- | -------- | -------- | -------- | ---- |
| 拉克什亞·森           | 8        | 2        | 6        | -4   |
| 安賽龍                | 11       | 2        | 9        | -7   |
| 李梓嘉                | 8        | 2        | 6        | -4   |
| 安东尼·西尼苏卡·金廷  | 9        | 3        | 6        | -3   |
| 乔纳坦·克里斯蒂       | 6        | 0        | 6        | -6   |
| 奇科·奧拉·德維·瓦多約 | 6        | 5        | 1        | +4   |
| 趙俊鵬                | 6        | 4        | 2        | +2   |
| 周天成                | 7        | 3        | 4        | -1   |
| 李詩灃                | 7        | 5        | 2        | +3   |
| 奈良岡功大            | 6        | 6        | 0        | +6   |
| 李卓耀                | 5        | 3        | 2        | +1   |
| 昆拉武特·威提讪       | 6        | 0        | 6        | -6   |